# Lo siento en mi corazón
«Lo siento en mi corazón» es una canción compuesta por el músico argentino Luis Alberto Spinetta que se encuentra en el séptimo track de su quinto álbum solista, Mondo di cromo de 1983. El tema está interpretado por Spinetta en guitarra y voces, Leo Sujatovich en teclados (bajo Multimoog y Prophet 5), Gustavo Pieres (piano Fender]] y Machi Rufino en bajo.
En el LP original, el tema abre el lado B.

## El tema

### Letra
Se trata de un tema de veta humorística, habitual en el cancionero de Spinetta, en el que se siente impactado por la sensualidad de una chica joven, que le despierta el impulso de mantener relaciones sexuales con ella. "Hagámoslo ya... Tu inocencia me voló", le dice. Cuando ve que la chica se va con otra persona, él le dice "lo siento en mi corazón".
En la versión de lanzamiento del álbum en el Teatro Coliseo, el recital cierra con esta canción y Spinetta destacó aún más el humor del tema, exagerando los comentarios:

¿Te vas? ¿No me dejás ni siquiera tu teléfono? ¿Por casualidad pensás que soy un tonto, un irresoluto, un diletante, un lunático? ¡Abandóname! ¡Tetona!
Luis Alberto Spinetta

### Música

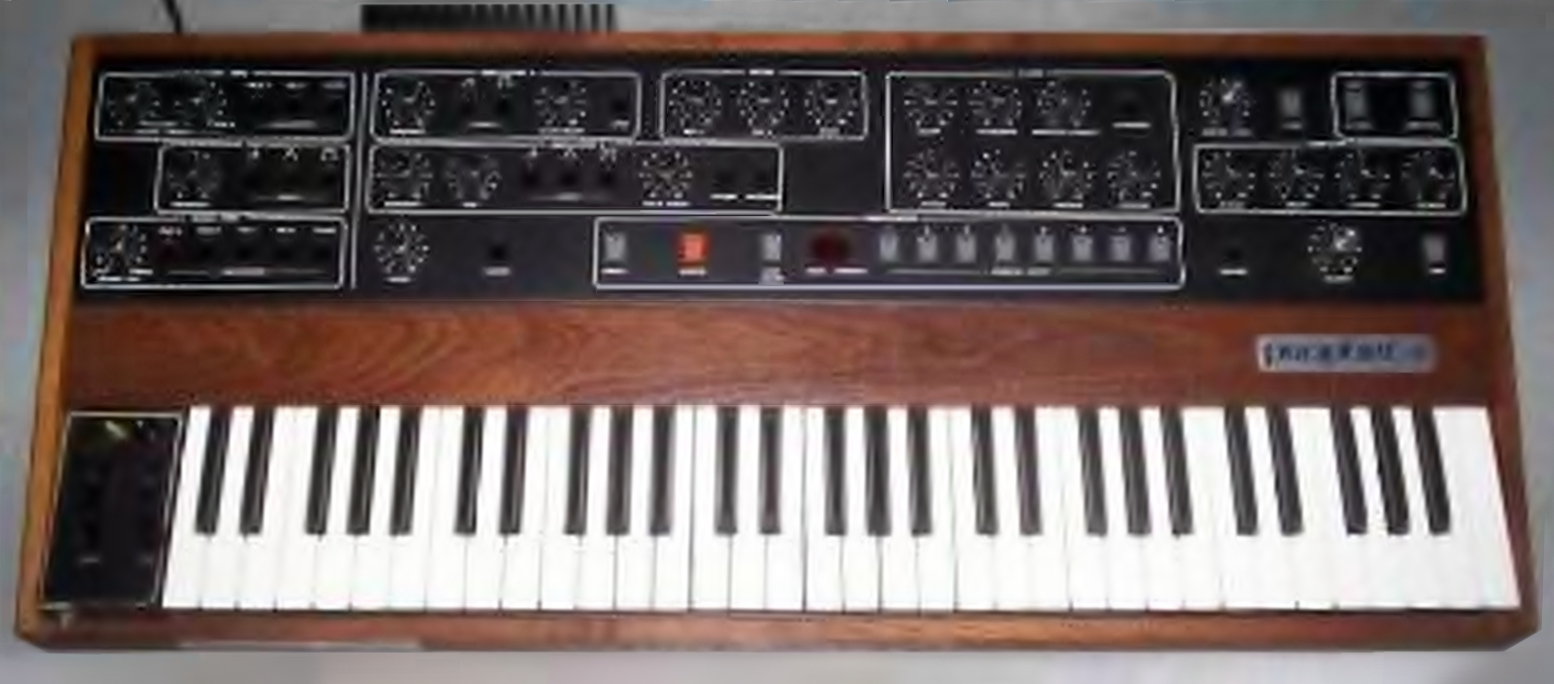
El sintetizador analógico Prophet-5 de SCI. Introducido en Argentina por Sujatovich en 1983. "Lo siento en mi corazón" y otros temas del álbum, se encuentran entre las primeras canciones argentinas en ser interpretadas con el mismo.

Musicalmente, «Lo siento en mi corazón» es un tema de sonido renovado para la época, como resultado del uso de los sintetizadores, en este caso el Multimoog (bajos en este tema) y el Prophet 5 interpretados por Sujatovich. Sobre todo el Prophet-5 revolucionó la música a comienzos de los años 1980 y el papel de los teclados. Sujatovich introdujo en Argentina el Prophet 5 a comienzos de 1983 y "Lo siento en mi corazón" es una de las primeras composiciones argentinas en que se lo utiliza. En el sobre del disco Spinetta lo había rebautizado con algo de humor, como "Propheta 5".
El músico Gustavo Aloras se ha referido a las implicancias musicales de esa innovación realizada por Sujatovich:

La introducción de esa canción (se refiere "Mapa de tu amor" en Bajo Belgrano, grabado unos meses después), está hecha con una nueva tecnología aplicada dentro del mundo estético de Spinetta, que hasta ese momento usaba una tímbrica ligada exclusivamente con el rock clásico. Esa intro estaba hecha con un teclado que se llama Prophet 5, recién estrenado en el país. Quien lo tocaba era Leo Sujatovich. Lo que se estaba haciendo con ese disco no era exponer los beneficios del Prophet 5, sino exponer una idea poética, musical, a través de esa técnica. Sólo en esa suerte de alquimia entre la poesía, la composición, la alquimia de Luis y la tecnología se puede producir esta magia.
Gustavo Aloras

Los intérpretes son Spinetta en guitarra y voz, Leo Sojatovich en teclados (bajo Multimoog y Prophet 5), Gustavo Pieres (piano Fender]] y Machi Rufino en bajo.